# واين غرينغر
واين غرينغر (بالإنجليزية: Wayne Granger)‏ هو لاعب كرة قاعدة أمريكي، ولد في 15 مارس 1944 في سبرينغفيلد في الولايات المتحدة.

## وصلات خارجية
- واين غرينغر على موقع دوري كرة القاعدة الرئيسي (الإنجليزية)
- واين غرينغر على موقعبيزبول رفرنس.كوم (الدوري الرئيسي) (الإنجليزية)
- واين غرينغر على موقعبيزبول رفرنس.كوم (الدوري الثانوي) (الإنجليزية)
- واين غرينغر على موقع إي إس بي إن.كوم (أم.أل.بي) (الإنجليزية)
- واين غرينغر على موقع مشجعي الرسوم البيانية (الإنجليزية)